# Майка Кураж и нейните деца
Майка Кураж и нейните деца (на немски: Mutter Courage und ihre Kinder) е драма, написана от Бертолт Брехт по време на заточението му в Швеция през 1938 и 1939 година. Две години след написването ѝ (1941) драмата е представена за пръв път в Цюрих. Действието в книгата се развива между 1624 и 1636 г., по време на Тридесетгодишната война. Разказва се за историята на продавачката майка Кураж, която опитва да развива своята търговия чрез войната и така загубва трите си деца.

## Сюжет

### Първо действие
През пролетта на 1624 г. майка Кураж тръгва със своите три деца по стъпките на втория финландски полк, който събира войници в шведската област за похода към Полша. Старшина и агитатор (вербовчик) трябва да вербуват войници за главния полеви капитан Oxenstjerna. Старшината твърди, че свободата означава хаос и единствено войната довежда до ред. Когато старшината спира каруцата на Кураж с нейните двама полупораснали сина, вербовчикът вижда две читави момчета. Кураж се представя с песен като изпечен търговец. Нейното собствено име е Анна Файерлинг. Прякора си Кураж тя получава, когато пренася петдесет самуна хляб под изстрелите в обсадена Рига, за да ги продаде, преди да си замине.
За да се легитимира, майката предоставя няколко „документа“: географска карта на Мерен и удостоверение за пълното здраве на кон. Тя обяснява, че нейните деца са заченати от различни мъже по размирните улици на Европа. Когато осъзнава, че агитаторът си е набелязал синовете ѝ, тя ги отбранява с нож. За предупреждение оставя старшината и децата си да теглят чоп, който предвижда смъртта на всички във войната. 
Накрая отклонява вниманието си, подведена от своя търговски нюх, след като старшината изявява интерес да закупи една тока. Тя дочува предупредителните звуци на своята няма дъщеря Катрин, и когато се връща, осъзнава, че вербовчикът си е заминал заедно с нейния най-голям син Айлиф.

### Второ действие
Майка Кураж прекосява Полша със свитата на шведската армия през 1625 и 1626. Докато се уговаря с готвача на главнокомандващия за цената на един петел, дочува как нейният син Айлиф ще бъде отличен за геройство от полевия капитан. Той е търсил със своите хора добитък, който е трябвало да откраднат, но се натъкват на превъзхождащи ги по брой въоръжени селяни, въпреки това чрез хитрост и измама той успява да ги победи и да открадне добитъка. Кураж чува това и шамаросва Айлиф, защото не се е предал. Тя се страхува за сина си поради неговата смелост. В двойната сцена могат зрителите да наблюдават паралелно случката в кухнята и развитието на действието при главнокомандващия.

### Трето действие
Три години са изминали. Кураж преговаря за куршуми с управника на боеприпасите на един финландски полк. Най-младият ѝ син става ковчежник и ръководи касата на полка. Кураж предупреждава сина си да постъпва нечестно.
Майката се запознава с Лагерхуре Ивете Потиър, която ѝ разказва за нейния живот. Ивете си обяснява собствения си упадък с това, че тя бива изоставена от нейната първа голяма любов – готвач на име Пфейфен-Пийтър. Заради своята венерическа болест тя бива подстригана. Катрин излиза на сцената пред войниците с шапката и обувките на Ивете, въпреки всички предупреждения.
След това готвачът и полевият проповедник си говорят за политическото състояние. Проповедникът твърди, че започването на войната е милост, защото тя се основава на вярата. Готвачът се противопоставя, обяснявайки, че за него тази война не се различава в никакво отношение от останалите. Тя води само и единствено до смърт, бедност и нещастие за засегнатото население и победа за мъжете, които водят войната за своите нужди.
Разговорът бива прекъснат от канонада, изстрели и барабани. Католиците нападат шведския лагер. В хаоса Кураж се опитва да предпази децата си. Тя намазва лицето на Катрин с пепел, за да я направи по-незабележима, съветва най-младия си син да изхвърли касата и скрива проповедника. В последната минута взима флага на полка от каруцата. Управникът на касата иска да я запази, въпреки съвета на майка си, и я скрива в една къртича дупка близо до реката. Полски шпиони забелязват, че неговият корем стои неестествено издут напред, заради скритата каса и нареждат неговото арестуване. След като бива измъчван, той признава, че е скрил касата, но не издава мястото.
Ивете познава стар полковник, готов да плати за нейната каруца, за да може тя с парите да откупи своя син. Тайно се надява на парите от касата на полка и затова иска само да остави в залог нейното превозно средство. Преговорите за откупната цена на сина ѝ се проточват прекалено дълго и той бива застрелян от полските католици. Когато донасят трупа, майка „Кураж“ се отрича от своя син, за да се предпази.

### Четвърто действие
Майка Кураж иска да се оплаче на капитана на кавалерията, защото по време на търсенето на касата войници са унищожили стока от каруцата ѝ. Един млад държавен слуга също иска да се оплаче, защото не е получил обещаните му пари. В тази връзка Кураж изпява песента за голямата капитулация. И двамата се отказват от оплакванията си. Чрез двоеточие отчуждения цитат в припева на песента: „Човекът мисли: Господ решава“, демонстрира отричането от религията и идеологията на войната.

### Пето действие
Обсадата на Магдебургс, Купфърщих от Матеус Мериан
Две години са изминали. Кураж прекосява с нейната каруца Полша, Байерн и Италия. 1631 Тили побеждава при Магенсбург. Майка Кураж продава шнапс в едно разстреляно село. Полевият проповедник идва в селото и изисква връв да превърже ранените селяни. Кураж се възпротивява и трябва да бъде принудена от Катрин и проповедника да помогне. Катрин спасява живота на едно кърмаче от селскостопански двор, готов да се срути всеки момент.

### Шесто действие
През 1632 пред град Инголщат майка Кураж присъства на погребението на падналия главнокомандващ Тили. Тя гощава няколко войника и се опасява, че войната е към края си, но проповедникът я успокоява, като и казва, че войната ще се задържи още време. Кураж изпраща Катрин в града, за да закупи нова стока. Докато дъщеря ѝ е на път, тя отпраща проповедника, който иска нещо повече от просто съжителство. Катрин се връща от града с обезобразяваща рана на челото си. Тя е била нападната и измъчвана, но не се оставя да ѝ отнемат стоката. За утешение Кураж ѝ подарява обувките на Лангърхуре Ивете, които обаче дъщеря ѝ не приема, защото знае, че никой мъж повече няма да се интересува от нея.
Катрин подслушва разговора от каруцата между майка си и проповедника. Момичето се нуждае сега изключително много от майка и да не чака свободата, защото всичките нейни планове и виждания за бъдещето биват разрушени с нападението и с останалите ѝ белези. С ням и при това обезобразен човек никой не иска да се сгоди. Обещанието на майка ѝ, че Катрин ще си намери мъж и ще има деца с идването на свободата, изглежда несъстоятелно след случилото се. В края на сцената майка Кураж бива насочена към мисълта: „Войната трябва да е проклета“.

### Седмо действие
Антитезата в края на шестата картина бива последвана веднага в началото на седмата: „Няма да ви се оставя да развалите войната“ се зарича майка Кураж. Тя се изкачва до „върха на своята търговска кариера“ (Брехт) с Катрин и проповедника през едно шосе. В кратката сцена тя оправдава с песен номадския си начин на живот като продавачка във войната.

### Осмо действие
Шведския крал Густав Адолф пада в битката при Лютцен. Навсякъде звучат камбаните и мълвата за края на войната е разпространена с изключителна скорост. Готвачът се появява отново в лагера, а проповедникът отново си облича одеждата. Майка Кураж се оплаква на готвача, че е съсипана, защото поради съвета на проповедника малко преди края на войната тя е закупила стока, която няма никаква стойност.
Между готвача и проповедника се стига до спор: Проповедникът не иска да се остави да бъде накаран от готвача да напусне търговията, защото иначе няма да успее да преживее и ден. Майка Кураж проклина войната и бива в тази връзка посочена от проповедника като „хиена на бойното поле“. Ивете, която е напълняла и остаряла както и от пет години омъжена за аристократичен полковник, идва на посещение. Тя идентифицира готвача като „Пфейфен-Пийтър“ и го характеризира като опасен преластител.(). Кураж пътува с Ивете към града, за да продаде стоките колкото се може по бързо, преди цените да паднат. Айлиф е продължил да ограбва и убива, естествено не е разбрал, че това в момента, когато е „свободата“ се разглежда като грабеж и убийство. Вследствие трябва да бъде екзекутиран. Поради отсъствието на майката не се стига до последния заплануван разговор с нея. Малко преди неговото заминаване майка Кураж се връща. Тя не е продала стоките си, защото е получила новината, че се е стигнало отново до бойни действия, така че войната продължава. Готвачът премълчава пред нея, че Айлиф трябва да бъде екзекутиран. Кураж продължава напред със своята стока и взима със себе си готвача като помощник вместо проповедника.

### Девето действие
Войната продължава 16 години. Половината жители на Германия загиват. Странната е опустошена, хората гладуват. През пролетта на 1634 година майка Кураж и готвачът се опитват да изпросят нещо за ядене. Готвачът разказва на Кураж за майка си, която е починала в Утрехт от Холера. Той е наследил от нея малка гостилница и иска да се преместят с Кураж, защото кoпнее за свободен и спокоен живот. Първоначално майка Кураж изглежда привлечена от идеята му, до момента, в който той и разкрива, че не иска да взема Катрин с тях. След като той и изяснява, че неговата гостилница не е способна да изхрани трима души и също така тя ще прогони гостите с нейното обезобразено лице, тя си променя мнението. Кураж все още може да задържи Катрин, която дочува разговора и тайно и се иска да избяга. Майка и дъщеря продължават сами напред, а готвачът остава стъписан като разбира, че е изоставен.
От една страна Кураж не е способна да изрази своите чувства и допуска, че дъщеря и я познава само като търговец, от където идва и нейната заблуда за майчините и чувства, от друга страна решението и е напълно премислено: На Кураж и е ясно, че каруцата и нейните функции във войната са нейния живот, така че може на практика да избере само Катрин и войната.

### Десето действие
През цялата 1635 година майката и дъщерята се придвижват по шосетата в централна Германия следвайки раздърпаните войски. Подминавайки една селска къща, чуват глас, който пее за свободата на хората със здрав покрив над главата си. Кураж и Катрин, за които това не се отнася, се спират и заслушват внимателно гласа. После продължават да вървят без да споделят и дума по между си.

### Единадесето действие
Януари 1636 година императорските войски заплашват град Хале. Кураж е в града, за да пазарува. Един кандидат-офицер се промъква, с двама държавни слуга, в селското дворче, където Кураж е оставила каруцата с дещеря си. Войниците принуждават селяните да им покажат пътя към града, докато жителите още не осъзнават опасността, която ги грози, за да може живущите да останат изненадани. Когато Катрин разбира за заплахата, взима със себе си барабан, качва се върху покрива и издърпва стълбата със себе си. Тя заудря барабаните и не се оставя да бъде спряна от никакви заплахи. Войниците заставят на селяните да заглушат барабаните чрез удари на брадви. След като не успяват, Катрин бива застреляна. Въпреки това смелата постъпка, която коства живота на дъщерята, пожънва успех. Жителите се събуждат и алармата зазвучава.

### Дванадесето действие
На следващата сутрин швейцарците се изтеглят от селския двор. Майката се връща от града и намира мъртвата си дъщеря. Първо си помисля, че дъщеря и спи и успява само с усилия да осъзнае истината. Тя дава пари на селяните за погребението и потегля с каруцата по пътя на войската. Тя вярва, че поне Айлиф още е жив и изпява третата песен на началната строфа.